# 휘그당 (영국)

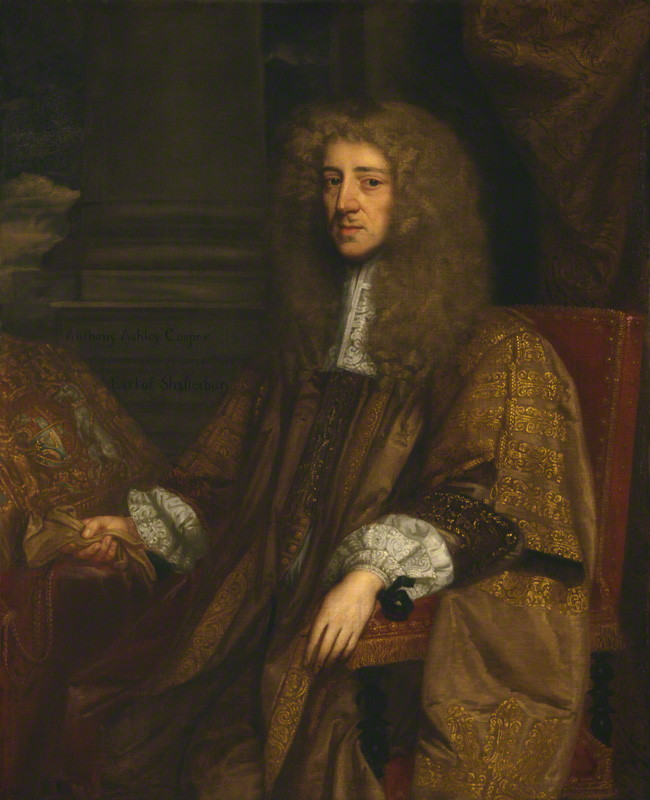
휘그당의 창시자, 앤서니 애쉴리 쿠퍼, 제1대 새프츠베리공작

휘그당(Whig Party)은 영국의 정당이다. 휘그당의 기원은 찰스 2세의 시대인 1678년부터 1681년 사이의 왕위 계승 문제로 가톨릭이었던 왕의 동생 요크 공작 제임스의 즉위에 반대 입장을 취한 사람들을 가리켜 "Whiggamore"라고 말한 것이 시작이었다. 휘그(Whig)는 스코틀랜드 방언으로 "말을 타고 돌아다닌다"에서 나온 것으로 추측된다.

## 왕위계승

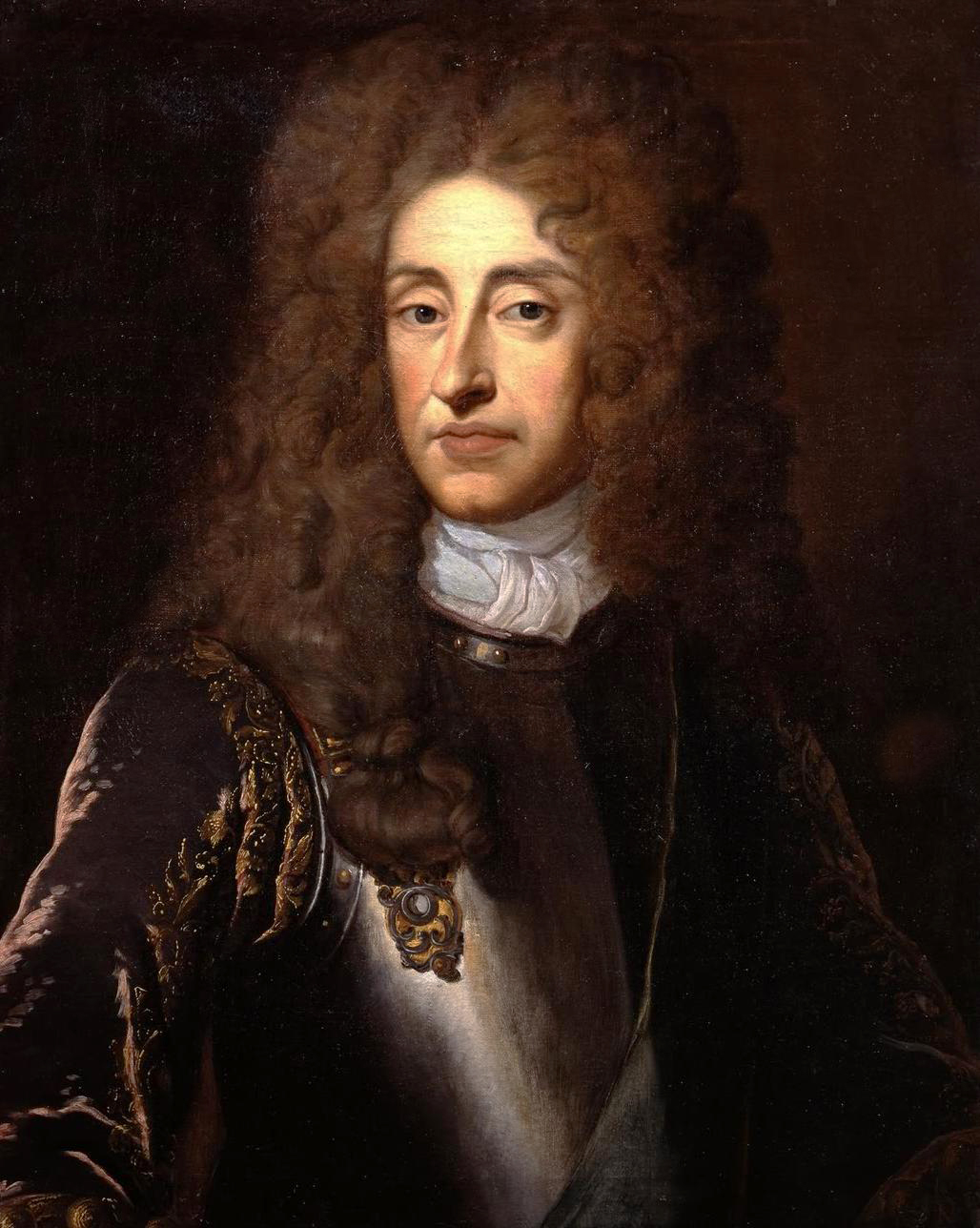
제임스 2세

1660년 청교도 혁명 이후 왕정복고를 하여 즉위한 찰스 2세는 적자가 없고 다음 잉글랜드 왕은 찰스의 동생 요크 공 제임스가 주목 받고 있었다. 그러나 제임스는 가톨릭 신자이며, 성공회가 국교인 영국에서 가톨릭을 신봉하는 국왕을 맞이하는 것에 대해 강한 거부감이 있었다. 이 후계 문제는 영국 의회에서도 제임스의 즉위를 인정하는 측과 인정하지 않는 측 사이에 격렬한 논쟁거리였다.
여기에 제임스의 즉위를 인정하는 측이, 인정하지 않는 측을 가리켜 Whig라고 부른 것이 이 명칭의 시작이다. "휘그(Whig)"는 스코틀랜드어의 "whiggamor"에서 유래되었으며, 그 의미는 "모반자"라든지 "말 도둑"란 뜻이다. 한편 즉위를 인정하지 않는 자들은 즉위를 인정하는 사람들을 가리켜 "토리(Tory)" 아일랜드어에서 "불량", "도적"이라고 불렀다.
휘그는 제임스의 왕위 계승권을 박탈하는 법안을 의회에서 통과 시키려고 시도했지만, 이것은 보수당의 반대를 받아 인정되지 않았다. 결국 제임스의 대관식은 인정되었고, 1685년, 영국 왕 제임스 2세가 왕위에 올랐다. 이 때 휘그와 토리는 당과 같이 강령을 채택하여 일치하는 정책의 실현을 목표로 하는 현재와 같은 정당(Party) 형태가 아니라 어디까지나 제임스의 즉위 문제에만 전문화된 그룹이었다.

## 명예혁명

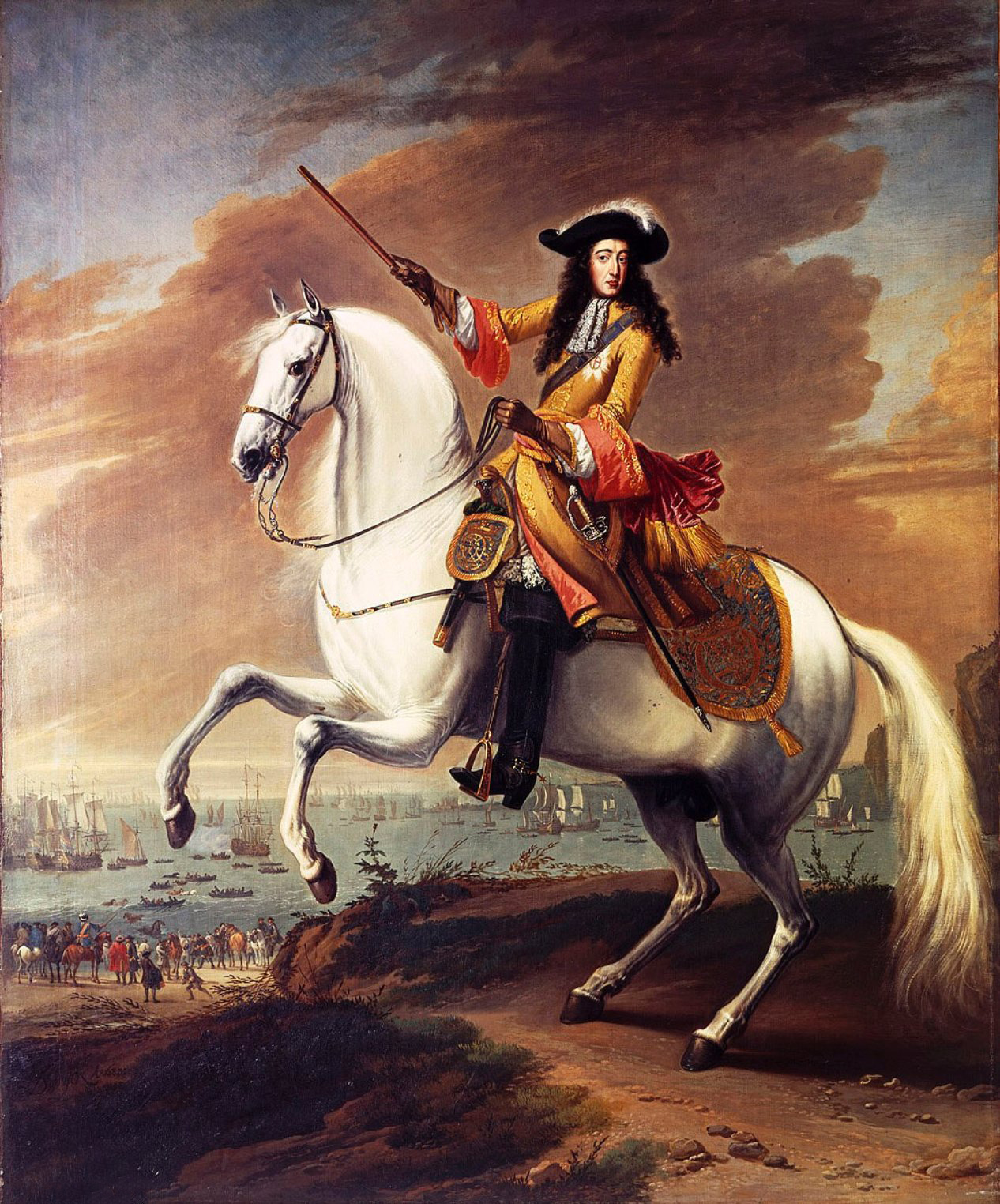
말을 탄 윌리엄 III, 1688년 11월 5일

앞의 왕위 계승 문제에 있어서, 보수주의자들과 같이 제임스의 왕위 계승을 인정하는 그룹이 존재한 이유는 제임스 역시 적자가 없고, 가톨릭 왕도 제임스 1대에 한하기 때문에 타협점이 존재할 수 있었다. 가톨릭 교도인 제임스는 가톨릭에 대해서 보호 정책과 이미 영국에서는 시대착오적인 절대 왕정적인 태도를 취했지만, 그것도 제임스 1대의 한계일 수 밖에 없었다.
그러나 1688년 제임스의 왕비 마리아가 왕자 제임스를 낳은 순간 상황은 급변했고, 휘그와 보수당은 일치단결하여 국왕 제임스를 제거하려는 조치를 취하기 시작했다. 네덜란드에서 제임스의 딸 메리와 남편인 오렌지 공작을 불러 메리 2세, 윌리엄 3세로 즉위시켰고, 제임스와 그의 가족은 저항을 포기하고 프랑스로 망명했다. 이것이 명예혁명이다.

## 의원내각제의 성립
메리 2세는 1694년 사망했고, 1702년에 단독 통치를 계속하고 있던 윌리엄 3세가 죽으면서 앤이 잉글랜드, 스코틀랜드, 아일랜드 여왕으로 즉위했다.
그러나 1714년 메리의 여동생 앤 국왕도 적자를 낳지 못하고 죽자, 스튜어트 왕가는 단절되었고, 1714년 혈연관계가 있던 독일의 하노버 왕가에서 새 국왕을 맞이하게 되었다. 이것이 현재도 이름을 바꾸어 영국 왕실로 이어지고 있는 하노버 왕가이다. 하노버에서 맞이한 새로운 국왕 조지 1세는 이미 54살이고, 영어를 구사할 능력도, 새로운 것을 배울 기억력도 없었다. 또한 영국 왕에 즉위하고 나서도 하노버에 체류하는 시간이 더 많았기 때문에, 국정은 모두 내각에 맡길 수 밖에 없었다.
1715년 재무부 장관(당시 영국 내각의 수장)인 휘그 지도자 로버트 월폴이 사실상 총리로서 21년간 내각의 지휘를 맡았다. 지금도 월폴이 영국의 초대 총리로 간주되고 있다. 이 시대는 내각이 국왕이 아니라 의회에 대하여 책임을 지는 의원내각제가 발달한 시대로, 월폴은 총선에 패배하여 총리 자리를 퇴임했다. 또한 휘그가 정당으로서의 휘그당으로서의 기치를 내걸기 시작한 시대이기도 하다.
휘그당은 월폴이 현대 영국 의회 최초의 집권당으로 시작하여 월폴 이후 단기간의 보수당 내각을 거쳐 1762년까지 정권의 중심에 있었다. 초기 영국 의회에서 휘그당이 우세했던 셈이다.
휘그와 토리당이라는 2대 세력이 발전함에 따라, 영국 의회에서는 휘그와 토리당이 교대로 정권을 운영하는 양당제가 발달했다. 이 무렵의 휘그 정책은 자유주의에 의해 뒷받침되는 것으로, 자본주의의 발달을 촉진시키기 위해 부르주아를 우대하고 자유무역을 촉진하고, 그 장벽이 되는 것을 철폐하고자 하는 정책을 취했다. 중요한 정책으로 곡물법의 철폐가 있다. 이후 영국에서는 "휘그"를 가리켜 "자유주의" 그 자체 대변되는 텍스트로 이용되었고, 휘그 사관 등은 그 전형적인 예이다.

## 휘그당에서 자유당으로
산업혁명의 진전으로 1830년대에서 1860년대에 걸쳐 도시에서 노동자가 증가하고 그들은 차티스트 운동이라는 선거권 확대, 선거법 개정, 생활향상 등의 청원운동을 전개하기 시작했다. 또 1868년에는 제2회 선거법 개정을 통해 그들의 요구가 인정되어 도시 노동자에게 선거권이 주어졌다. 이 노동자 운동은 의회 정치에도 영향을 발휘하였고, 1830년대 이후 영국 의회 정치는 정계 재편의 장이 되었다. 팔머스턴 자작 시절에 휘그당은 ‘자유당’(Liberal Party)으로 명칭을 변경했다.

## 같이 보기
- 토리당
- 명예혁명

## 역대 선거 결과
| 선거    | 당선자    | 득표율 | 당 대표                                  |
| ------- | --------- | ------ | ---------------------------------------- |
| 1679.3  | 218 / 513 | 0%     | 제1대 섀프츠베리 백작 앤서니 애슐리쿠퍼  |
| 1679.10 | 310 / 513 | 0%     | 제1대 섀프츠베리 백작 앤서니 애슐리쿠퍼  |
| 1681    | 309 / 513 | 0%     | 제1대 섀프츠베리 백작 앤서니 애슐리쿠퍼  |
| 1685    | 57 / 513  | 0%     | 제1대 서머스 남작 존 서머스              |
| 1689    | 319 / 513 | 0%     | 제1대 서머스 남작 존 서머스              |
| 1690    | 241 / 513 | 0%     | 제1대 서머스 남작 존 서머스              |
| 1695    | 257 / 513 | 0%     | 제1대 서머스 남작 존 서머스              |
| 1698    | 246 / 513 | 0%     | 제1대 서머스 남작 존 서머스              |
| 1701.1  | 219 / 513 | 0%     | 제1대 서머스 남작 존 서머스              |
| 1701.12 | 248 / 513 | 0%     | 제1대 서머스 남작 존 서머스              |
| 1702    | 184 / 513 | 0%     | 제1대 서머스 남작 존 서머스              |
| 1705    | 233 / 513 | 0%     | 제1대 서머스 남작 존 서머스              |
| 1707    | 246 / 558 | 0%     | 제1대 서머스 남작 존 서머스              |
| 1708    | 291 / 558 | 0%     | 제1대 서머스 남작 존 서머스              |
| 1710    | 196 / 558 | 0%     | 제1대 서머스 남작 존 서머스              |
| 1713    | 161 / 558 | 0%     | 제1대 서머스 남작 존 서머스              |
| 1715    | 341 / 558 | 0%     | 제2대 타운젠드 백작 찰스 타운젠드        |
| 1722    | 389 / 558 | 0%     | 제2대 타운젠드 백작 찰스 타운젠드        |
| 1727    | 415 / 558 | 0%     | 제2대 타운젠드 백작 찰스 타운젠드        |
| 1734    | 330 / 558 | 0%     | 로버트 월폴                              |
| 1741    | 286 / 558 | 0%     | 로버트 월폴                              |
| 1747    | 338 / 558 | 0%     | 헨리 펠럼                                |
| 1754    | 368 / 558 | 0%     | 제1대 뉴캐슬 공작 토머스 펠럼홀스        |
| 1761    | 446 / 558 | 0%     | 제1대 뉴캐슬 공작 토머스 펠럼홀스        |
| 1768    |           |        | 제3대 그래프턴 공작 오거스터스 피츠로이  |
| 1774    | 215 / 558 | 0%     | 제2대 로킹엄 후작 찰스 왓슨웬트워스      |
| 1780    | 254 / 558 | 0%     | 제2대 로킹엄 후작 찰스 왓슨웬트워스      |
| 1784    | 155 / 558 | 0%     | 찰스 제임스 폭스                         |
| 1790    | 183 / 558 | 0%     | 찰스 제임스 폭스                         |
| 1796    | 95 / 558  | 0%     | 찰스 제임스 폭스                         |
| 1802    | 269 / 658 | 0%     | 찰스 제임스 폭스                         |
| 1806    | 431 / 658 | 0%     | 제1대 그렌빌 남작 윌리엄 그렌빌          |
| 1807    | 213 / 658 | 0%     | 제1대 그렌빌 남작 윌리엄 그렌빌          |
| 1812    | 196 / 658 | 0%     | 제1대 그렌빌 남작 윌리엄 그렌빌          |
| 1818    | 175 / 658 | 0%     | 제2대 그레이 백작 찰스 그레이            |
| 1820    | 215 / 658 | 0%     | 제2대 그레이 백작 찰스 그레이            |
| 1826    | 198 / 658 | 0%     | 제3대 랜스다운 후작 헨리 페티 피츠모리스 |
| 1830    | 196 / 658 | 0%     | 제3대 랜스다운 후작 헨리 페티 피츠모리스 |
| 1831    | 370 / 658 | 0%     | 제2대 그레이 백작 찰스 그레이            |
| 1832    | 441 / 658 | 67.0%  | 제2대 그레이 백작 찰스 그레이            |
| 1835    | 385 / 658 | 57.3%  | 제2대 멜버른 자작 윌리엄 램              |
| 1837    | 344 / 658 | 51.7%  | 제2대 멜버른 자작 윌리엄 램              |
| 1841    | 292 / 658 | 46.9%  | 제2대 멜버른 자작 윌리엄 램              |
| 1847    | 370 / 658 | 53.8%  | 제1대 러셀 백작 존 러셀                  |
| 1852    | 324 / 658 | 57.9%  | 제1대 러셀 백작 존 러셀                  |
| 1857    | 377 / 658 | 65.9%  | 제3대 파머스턴 자작 헨리 존 템플         |
| 1859    | 356 / 658 | 65.7%  | 제3대 파머스턴 자작 헨리 존 템플         |